# Лозовенко Катерина Семенівна
Катери́на Семе́нівна Лозове́нко (4 липня 1946, Київ — 21 вересня 2017, Київ) — українська телеведуча. Ведуча телепередач на УТ-1 «Катрусин кінозал» та «На добраніч, діти».

## Життєпис
У 1970 році закінчила акторський факультет Київського театрального інституту.
Після закінчення інституту стала працювати на українському телебаченні режисером дитячої редакції. В улюбленій дітьми «Вечірній казці», в кінці 70-х яка називалася «На добраніч, діти», було кілька ведучих. Нова ведуча приєдналася до Діда Панаса, Наталі Лотоцької і Надії Батуріної.
Перші випуски «Катрусиного кінозалу» вийшли на екрани в червні 1972 року і транслювалися протягом 15 років (Режисер телепрограми Ірина Дніпренко). Передачу, яка виходила в ефір українською мовою, Лозовенко вела разом із лялькою Катрусею. Раз на тиждень Катерина і Катруся вели також програму «На добраніч, діти». У 1988 році ляльку просто вкрали, це й стало приводом, закриття програми.

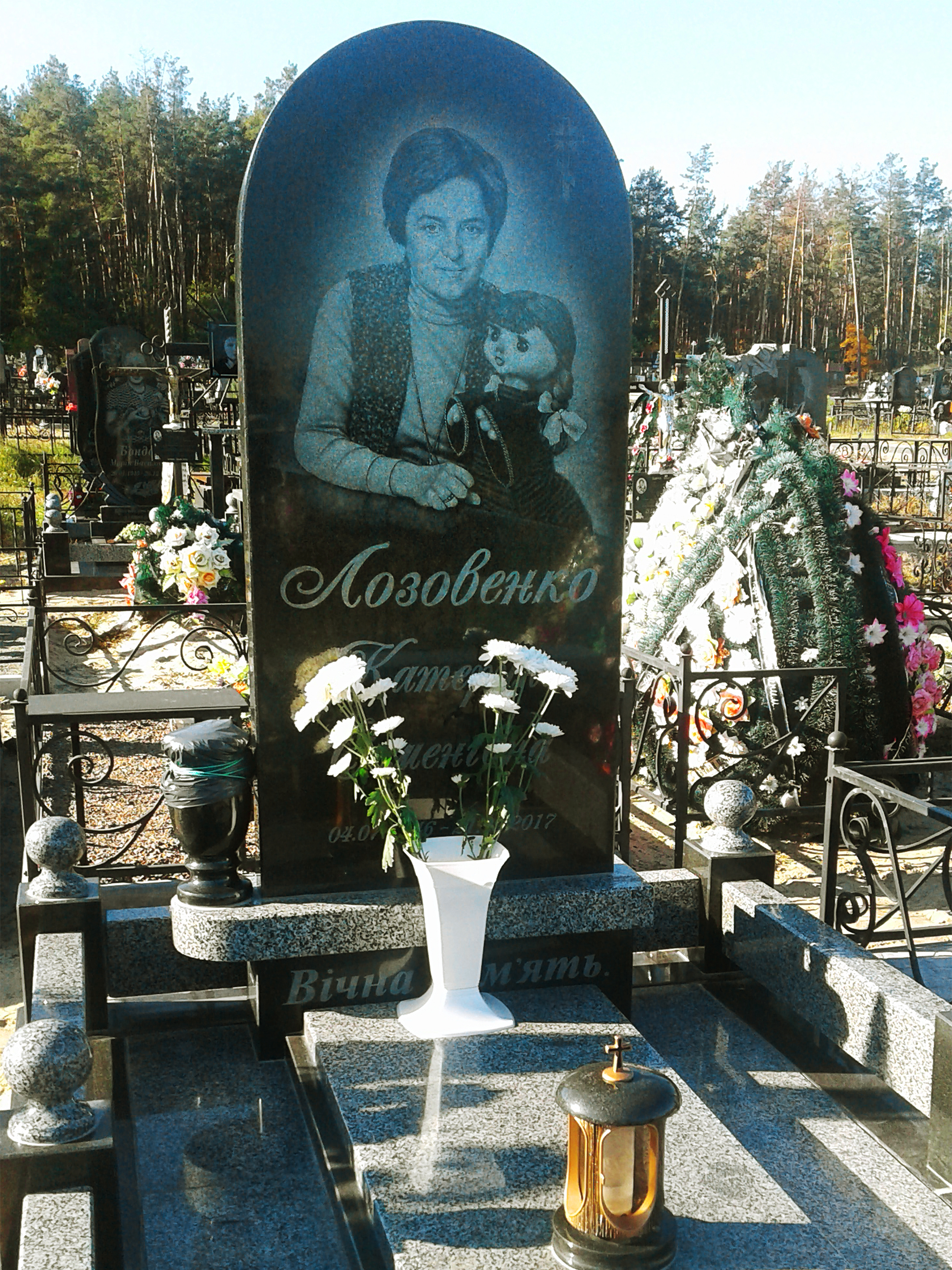
Пам'ятник К.С.Лозовенко. Центральний цвинтар, Ірпінь

Півроку Катерина Семенівна була без роботи. Вона все так само ходила в дитячу редакцію, але їй практично ніхто нічого не пропонував, не давали робити сюжети. Пачки листів, які приходили з проханнями повернути «Катрусин кінозал», так і залишилися без відповіді. Катерині навіть не дали попрощатися з глядачами в ефірі. А у 1988 році вона перейшла працювати до редакції програм на Київ і Київську область. І лише президент Національної телекомпанії України, заслужений журналіст України, Ігор Сторожук запропонував їй повернутися в «Вечірню казку».
Письменники брати Капранови запропонували Катерині Лозовенко працювати з новою лялькою. Передачі, які тоді зняли, можна побачити лише на відеокасетах. З 2006 — працювала режисером у Об'єднанні документальних фільмів.